# HNK Gorica
El HNK Gorica (en inglés: Croatian Football Club Gorica) es un equipo de fútbol de Croacia que juega en la Prva HNL, la primera división de fútbol en el país.

## Historia
Fue fundado en el año 2009 en la ciudad de Velika Gorica, al sur de la capital Zagreb tras la fusión de los equipos NK Radnik Velika Gorica y NK Polet debido a que el Radnik estaba pasando por problemas financieros. El club debuta en la Treca HNL en la temporada 2009/10 de donde sale campeón y logra el ascenso a la segunda división.
Al año siguiente es campeón de la Druga HNL pero no obtuvo el ascenso a la primera división por no tener una sede aprobada por la federación, por lo que pasaron siete años para que el equipo volviera a ser campeón de la segunda categoría, pero esta vez sí obtuvo el ascenso a la Prva HNL por primera vez en su historia.

## Palmarés
- Druga HNL (2): 2010–11, 2017–18
- Treća HNL – Oeste (1): 2009–10

## Jugadores

### Jugadores destacados
- Michal Maslowski